# Brânzari (okręg Ardżesz)
Brânzari – wieś w Rumunii, w okręgu Ardżesz, w gminie Micești. W 2011 roku liczyła 54 mieszkańców.